# Serranía de Aguaragüe
Serranía de Aguaragüe är en bergskedja i Bolivia.   Den ligger i departementet Tarija, i den södra delen av landet, 290 km sydost om huvudstaden Sucre.
I omgivningarna runt Serranía de Aguaragüe växer i huvudsak lövfällande lövskog. Runt Serranía de Aguaragüe är det mycket glesbefolkat, med 7 invånare per kvadratkilometer.